# Tony Jacquot
Antoine Ernest „Tony“ Jacquot (* 4. Mai 1919 in Pessac, Gironde; † 3. Februar 2007 in Paris) war ein französischer Schauspieler.

## Leben
Jacquot studierte am Conservatoire national supérieur d’art dramatique in Paris. Er war ein Schüler von Louis Jouvet. Ab 1946 war er Intendant an der Comédie-Française.
Berühmte Theaterstücke, in denen Jacquot mitwirkte, waren Die lächerlichen Preziösen von Molière (1949, mit Georges Chamarat und Roland-Manuel, an der Comédie-Française), Romeo und Julia von William Shakespeare (1952, mit André Falcon und Renée Faure am Odéon – Théâtre de l’Europe), Hibernatus von Jean Bernard-Luc (1957, mit Jean Parédès und François Guérin am Théâtre de l’Athénée) und Les Fausses Confidences von Pierre Carlet de Marivaux (1965, mit Jean Piat und Jacques Toja am Théâtre de la Villa des Arènes in Nizza).
Jasquot spielte in neun französischen Kinofilmen, von Entrée des artistes von Marc Allégret (1938, mit Claude Dauphin und Louis Jouvet) bis Une femme, un jour... von Léonard Keigel (1977, mit Caroline Cellier und Mélane Brevan). Er wirkte im Film Lebensabend (1939, mit Louis Jouvet und Michel Simon) von Julien Duvivier mit. Dieser Regisseur konnte ihn auch wieder überzeugen in Don Camillos Rückkehr (1953, mit Fernandel und Gino Cervi) und Der Hammel mit den fünf Beinen von Henri Verneuil (1954, mit Fernandel und Édouard Delmont) mitzuspielen.
Schließlich arbeitete Tony Jacquot an vier französischen Fernsehfilmen mit, die zwischen 1966 und 1981 ausgestrahlt wurden. Dazu kamen Auftritte in sechs Fernsehserien, die zwischen 1964 und 1981 liefen; darunter waren Le Théâtre de la jeunesse (eine Episode, 1966) und Au théâtre ce soir (eine Episode, 1973).

## Theater (Auswahl)
- 1938: Le Coup de Trafalgar von Roger Vitrac, inszeniert von Sylvain Itkine (Théâtre des Ambassadeurs)
- 1939: Les Jours heureux de Claude-André Puget, inszeniert von Jean Wall (Théâtre de Paris)
- 1943: Lorenzaccio von Alfred de Musset (en tournée française)
- 1943: Am-stram-gram von André Roussin (Théâtre de l’Athénée)
- 1944: Le Souper interrompu von Paul-Jean Toulet, inszeniert von Pierre Dux (Théâtre du Vieux-Colombier)
- 1946: Le Lever du soleil von François Porché und Madame Simone, inszeniert von cette dernière (Comédie-Française)
- 1947: Chatterton von Alfred de Vigny (Comédie-Française)
- 1948: Un chapeau de paille d’Italie von Eugène Labiche und Marc-Michel, inszeniert von Gaston Baty (Comédie-Française)
- 1949: Die lächerlichen Preziösen Les Précieuses ridicules von Molière, inszeniert von Robert Manuel (Comédie-Française)
- 1949: Le Roi von Robert de Flers und Gaston Arman de Caillavet, inszeniert von Jacques Charon (Odéon – Théâtre de l’Europe)
- 1950: Madame Quinze von Jean Sarment (Odéon – Théâtre de l’Europe)
- 1950: L’Arlésienne von Alphonse Daudet, inszeniert von Julien Bertheau (Odéon – Théâtre de l’Europe)
- 1951: Das Wintermärchen Le Conte d’hiver von William Shakespeare in der Adaption von Claude-André Puget, inszeniert von Julien Bertheau (Comédie-Française)
- 1951: Donogoo von Giulio Romano, inszeniert von Jean Meyer (Comédie-Française)
- 1952: L’Homme que j’ai tué von Maurice Rostand, inszeniert von Julien Bertheau (Comédie-Française)
- 1952: Der Bürger als Edelmann von Molière, inszeniert von Jean Meyer (Comédie-Française)
- 1952: Wie es euch gefällt von William Shakespeare in der Adaption von Jules Supervielle, inszeniert von Jacques Charon (Odéon – Théâtre de l’Europe)
- 1952: Le Voyage de monsieur Perrichon von Eugène Labiche und Édouard Martin, inszeniert von Jean Meyer (Odéon – Théâtre de l’Europe)
- 1952: Hernani von Victor Hugo, inszeniert von Henri Rollan (Comédie-Française)
- 1952: Sechs Personen suchen einen Autor von Luigi Pirandello in der Adaption von Benjamin Crémieux, inszeniert von Julien Bertheau (Odéon – Théâtre de l’Europe)
- 1952: Romeo und Julia von William Shakespeare, inszeniert von Julien Bertheau (Odéon – Théâtre de l’Europe)
- 1953: Les Fausses Confidences von Pierre Carlet de Marivaux, inszeniert von Maurice Escande (Comédie-Française)
- 1953: Le mariage de Figaro (Beaumarchais) von Pierre Augustin Caron de Beaumarchais, inszeniert von Jean Meyer (Comédie-Française)
- 1957: Hibernatus von Jean Bernard-Luc, inszeniert von Georges Vitaly (Théâtre de l’Athénée)
- 1957: Der Widerspenstigen Zähmung von William Shakespeare in der Adaption von Jacques Audiberti, inszeniert von Georges Vitaly (Théâtre de l’Athénée)
- 1958: Don Juan, ou la Mort qui fait le trottoir von Henry de Montherlant, inszeniert von Georges Vitaly (Théâtre de l’Athénée)
- 1958: La Bonne Soupe von Félicien Marceau, mise en scène d’André Barsacq (Théâtre du Gymnase)
- 1961: Claude de Lyon von Albert Husson, inszeniert von Julien Bertheau (Théâtre du Tertre)
- 1962: Les Voix intérieures von Eduardo De Filippo in der Adaption von Denise Lemaresquier, inszeniert von Michel Fagadau (Théâtre de la Gaîté-Montparnasse)
- 1965: Les Fausses Confidences von Pierre Carlet de Marivaux, inszeniert von Jean Piat (Théâtre de la Villa des Arènes, Nizza)
- 1969: Savonarole, ou le Plaisir de Dieu seul von Michel Suffran, inszeniert von Jean-Pierre Laruy (Limoges, Centre théâtral du Limousin, wiederaufgenommen am Grand Théâtre 1970)
- 2000: Le Dindon von Georges Feydeau, inszeniert von Anne Delbée (Théâtre 14)

## Filmographie

### Kinofilm
- 1938: Entrée des artistes
- 1938: Altitude 3200
- 1939: Lebensabend (La Fin du jour)
- 1942: Croisières sidérales
- 1953: Don Camillos Rückkehr (Le Retour de don Camillo)
- 1954: Les Révoltés de Lomanach
- 1954: Der Hammel mit den fünf Beinen (Le Mouton à cinq pattes)
- 1960: L’Espace d’un matin
- 1977: Une femme, un jour…

### Fernsehserien
- 1964: Les Aventures de monsieur Pickwick (Miniserie)
- 1965: Les Jeunes Année (2 Episoden)
- 1966: Le Théâtre de la jeunesse
- 1973: Au théâtre ce soir – Jean-Baptiste le mal-aimé
- 1978: Le Temps d’une République (Episode: Un hussard noir en pays blanc)
- 1981: Les Dossiers éclatés (Episode: Le Jardin d’hiver)

### Fernsehfilme
- 1966: Marie Tudor
- 1966: La Morale de l’histoire
- 1967: Lucide Lucile
- 1981: Un petit paradis